# Fort Hohemey

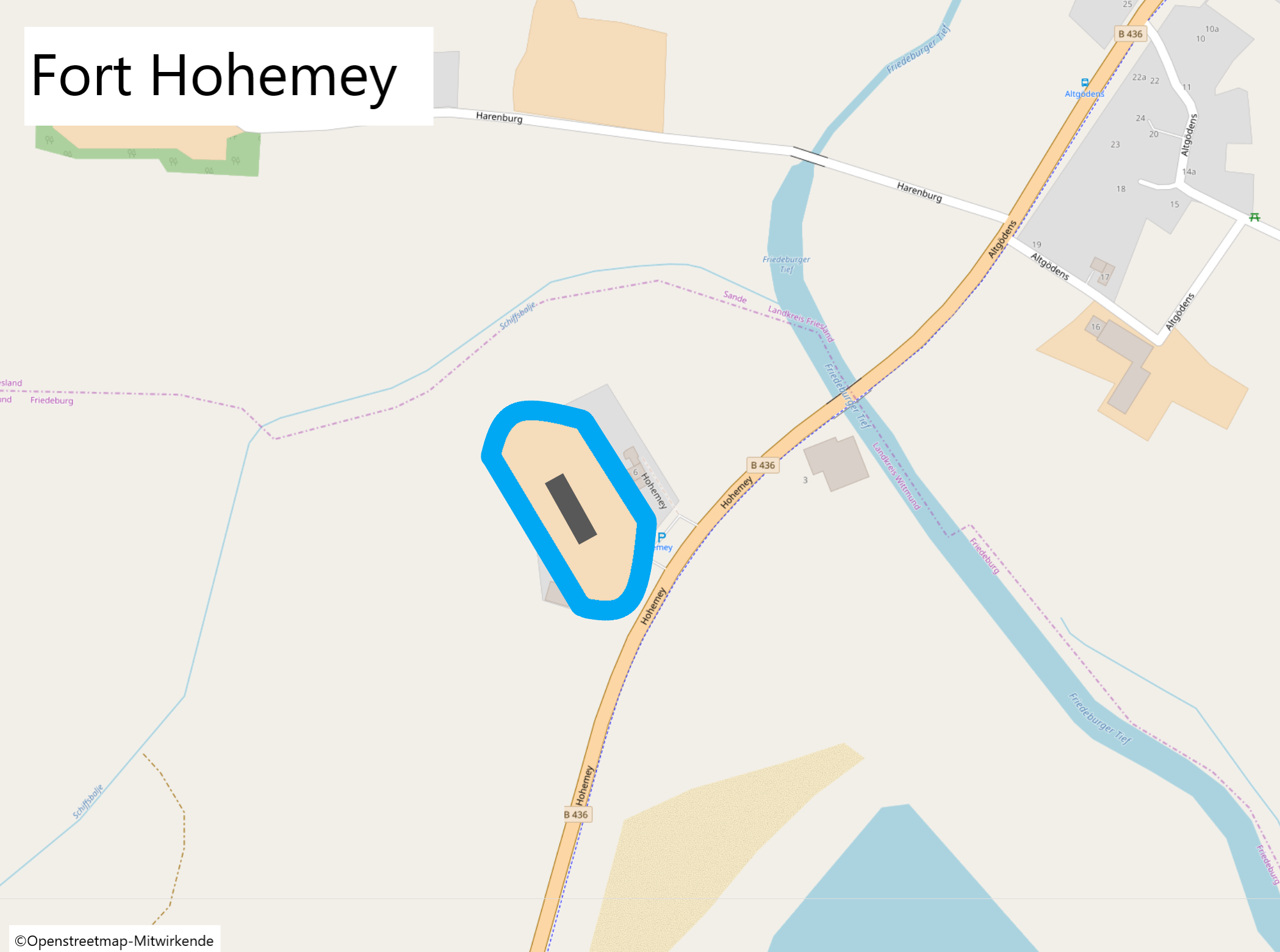
Umriss des Forts Hohemey

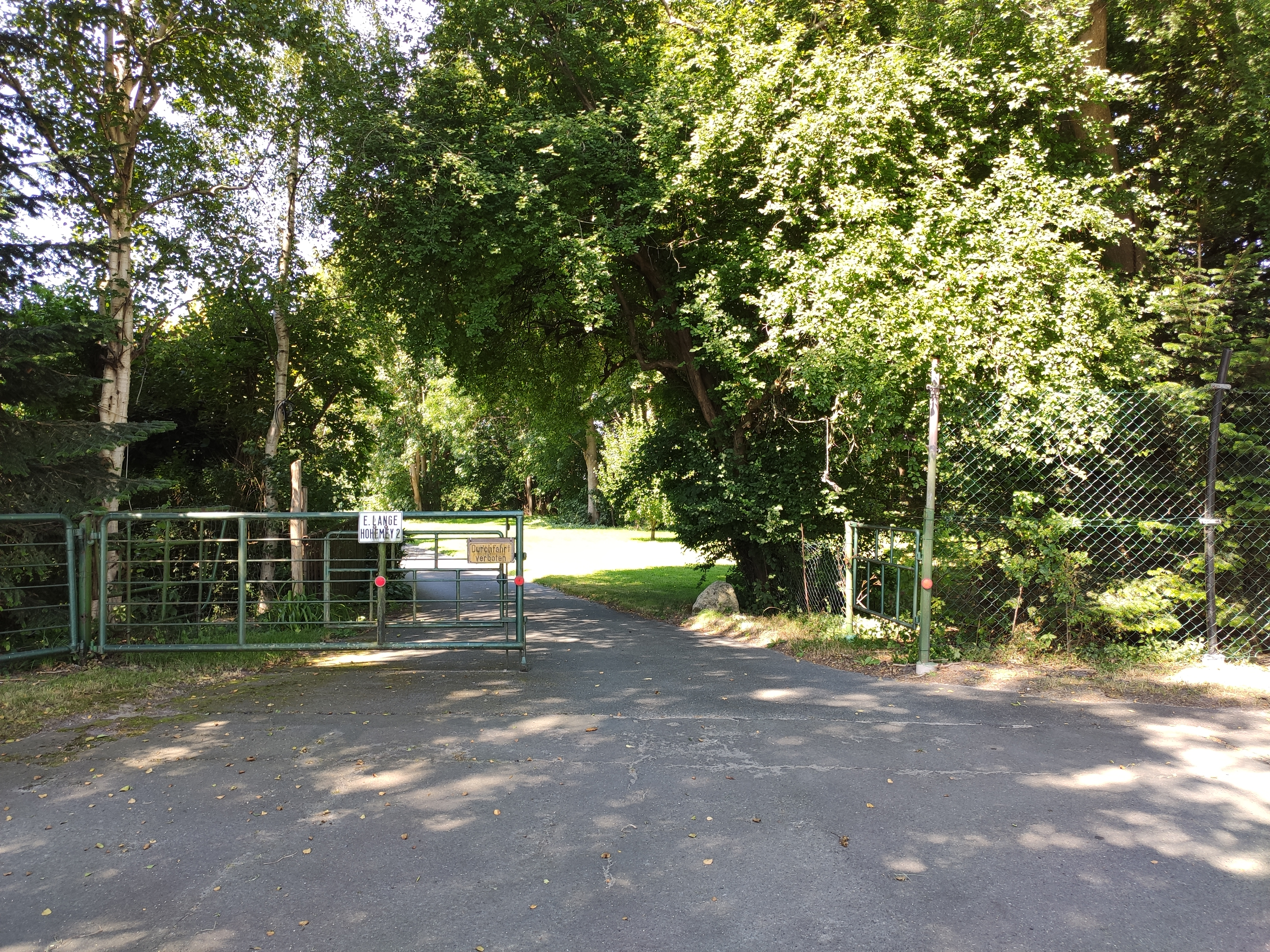
Blick auf das ehemalige Fortgelände, heute überbaut.

Das Fort Hohemey war eine Befestigungsanlage zum Schutz des Kriegshafens Wilhelmshaven.

## Lage und Aufbau

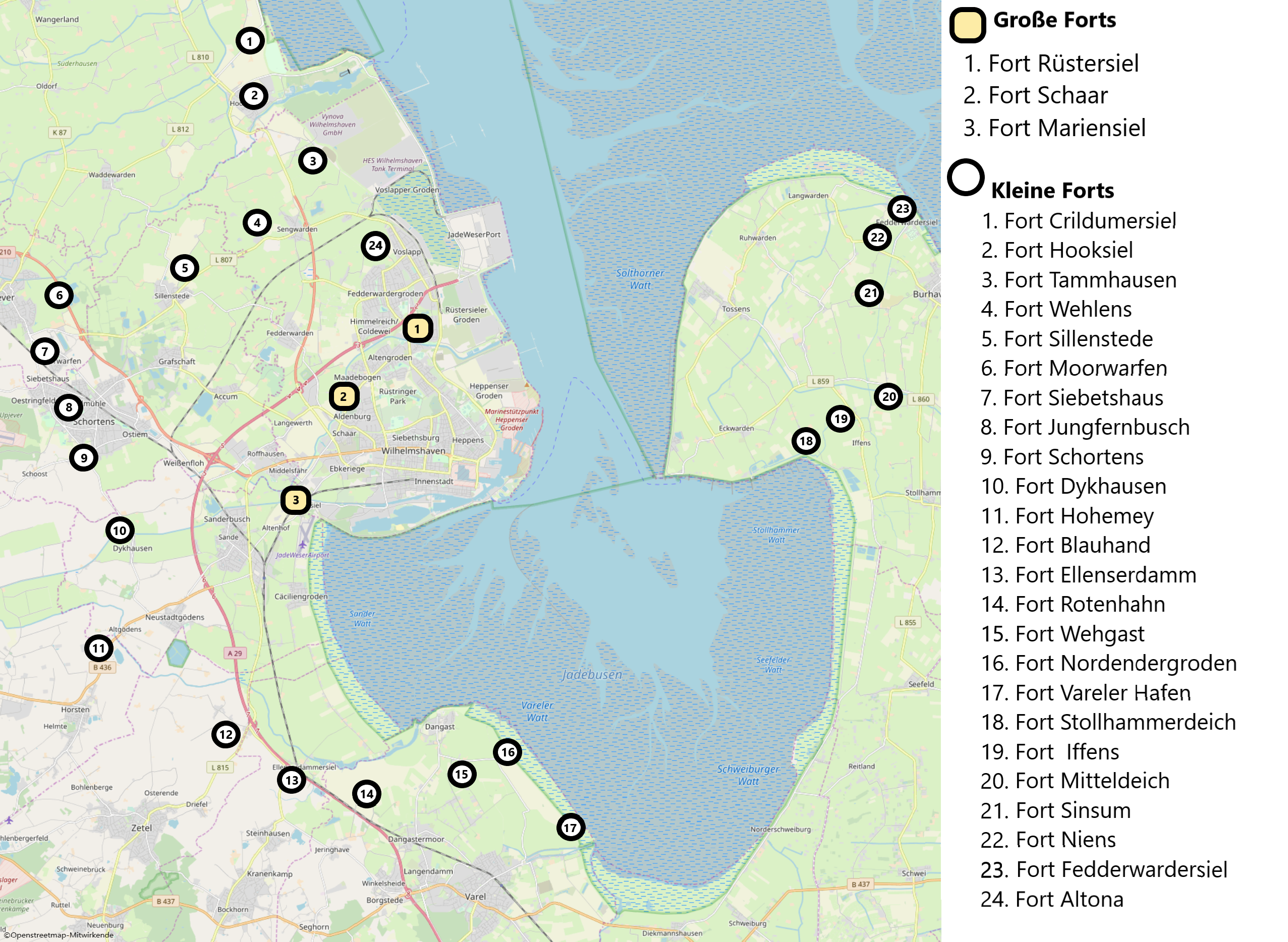
Position der Forts zum Schutz Wilhelmshavens.

Das Fort wurde als geschlossene Lünette errichtet. Die Anlage war für zwei Züge Infanterie (~80 Mann) ausgelegt. Es lag nördlich von Horsten westlich des Friedeburger Tiefs und Altgödens an der heutigen B 436.

## Geschichte
Die Anlage wurde vor oder während des Ersten Weltkriegs errichtet. Das Fort Hohemey verfügte über ein zentrales Infanteriewerk und einen Munitionsbunker. Östlich des Forts befanden sich während des Ersten Weltkriegs die Batterie-Hohemey und eine Flakbatterie. Während des Zweiten Weltkrieges wurde im Fort die Flakbatterie Hohemey eingerichtet, im späteren Kriegsverlauf wurde eine 12,8-cm-Batterie westlich der Anlage installiert.